# Maniganahalli, Krishnarajpet
Maniganahalli là một làng thuộc tehsil Krishnarajpet, huyện Mandya, bang Karnataka, Ấn Độ.